# Matt Leanderson
Matthew Fillip "Matt" Leanderson, född 11 mars 1931 i Seattle, död 2 november 2006 i Kirkland, var en amerikansk roddare.
Leanderson blev olympisk bronsmedaljör i fyra med styrman vid sommarspelen 1952 i Helsingfors.